# Le Grimoire d'Arkandias (film)
Pour le roman original d'Éric Boisset, voir Le Grimoire d'Arkandias.
Pour plus de détails, voir Fiche technique et Distribution.
Le Grimoire d'Arkandias est une comédie française réalisée par Alexandre Castagnetti et Julien Simonet sortie en 2014. Il s'agit de l'adaptation du livre Le Grimoire d'Arkandias de l'écrivain français Éric Boisset.

## Synopsis
Dans le village de Ronenval, Théo est un petit garçon traité de « boloss » par ses camarades de classe. En effet, depuis la mort de son père lors d'un sauvetage dans un lac, le jeune garçon est aquaphobe. De plus, sa famille a de graves difficultés financières depuis que sa mère a été licenciée à la suite d'une erreur judiciaire.
Un jour, dans la bibliothèque du village, il découvre un étrange livre de magie révélant les secrets de fabrication d'une bague d'invisibilité. Il décide alors, avec l'aide de ses amis, de mettre en application la recette dans le but d'aller récupérer l'œuvre d'art volée par trois sœurs et ainsi prouver l'innocence de sa mère. Mais les choses vont se compliquer quand il se fera prendre la bague alors qu'il est invisible. Il lui reste un dernier recours : Agénor Arkandias. Le seul problème, et pas des moindres, est que ce dernier n'a jamais été confronté à ce genre de mission...
De péripéties en mésaventures, Théo se trouvera confronté à la malice et à l'avidité des sœurs Boucher (Isabelle Nanty, Anémone et Armelle), mais pourra toujours compter sur ses deux amis, Laura Joubert (Pauline Brisy), orpheline en pleine crise d'adolescence, et Bonaventure Saint-Juste (« Bonav », Timothée Coetsier), jeune camarade de classe en forte surcharge pondérale qui est passionné de cinéma et qui est aussi son meilleur ami.

## Fiche technique
- Titre : Le Grimoire d'Arkandias
- Réalisation : Alexandre Castagnetti, Julien Simonet
- Scénario : Alexandre Castagnetti, Julien Simonet d'après le livre d'Éric Boisset
- Directeur de la photographie : Yannick Ressigeac
- Son : Pascal Jasmes
- Montage : Thibaut Damade
- Montage son : Alexandre Fleurant
- Mixage : Fabien Devillers
- Musique : Clément Marchand
- Enregistrement Musique : Charlie VDE
- Producteur : Yves Marmion
- Production : Les Films du 24, TF1 Films Production, Cinéfrance 1888 et Umedia
- Distribution : UGC Distribution
- Pays :  France
- Genre : comédie, fantastique
- Durée : 92 minutes
- Sortie : 
  - France : 22 octobre 2014
- Budget : 8,95 millions d'euros
- Box-office France : 589 680 entrées

## Distribution
- Christian Clavier : Agénor Arkandias
- Isabelle Nanty : Bertha Boucher
- Anémone : Marion Boucher
- Armelle : Julie Boucher
- Ryan Brodie : Théo
- Pauline Brisy : Laura
- Timothée Coetsier : Bonav
- Pol Beeckman : Erwan
- Emilien Vekemans : Fabrice
- Thierry Pasteels : le père de Théo
- Dominique Baeyens : la mère de Théo
- Renaud Rutten : Monier père
- Alban Casterman : Monier fils
- David Scanu : le père de Bonav (non crédité)
- Dominique Lila : la mère de Bonav (non créditée)
- François Rollin : le frère d'Agénor Arkandias
- Sibylle du Plessy : la professeure de français
- Éric De Staercke : le propriétaire de la belle demeure
- Isabelle de Hertogh : Catherine, l'éducatrice de l'internat
- Françoise Oriane : Mme Benedetti, la bibliothécaire
- Corentin Lobet : l'employé de la bibliothèque
- Robert Bui : Chan
- Bertrand Castagnetti : Policier carrières
- Laetitia Chambon : Journaliste carrières
- Mathieu Coetsier : Ado flic
- Julien Arnaud : Présentateur journal télé
- François Zachary : Serveur

## Autour du film
- L'adaptation devait à l'origine être réalisée par Jean-Marie Poiré, qui a longtemps collaboré avec Christian Clavier à l'écriture de nombreux films[1],[2]. Il apparait toutefois au générique final, en tant qu'auteur de la 1re adaptation.
- Le film a été tourné entièrement en Belgique, notamment à Braine l'Alleud et à Wavre